# Włóczęga (stopień harcerski)
Włóczęga - dawny stopień harcerski, stosowany m.in. w Szarych Szeregach. Był stopniem wyrównawczym, zdobywali go harcerze nowo przybyli do drużyny lub nieposiadający dotąd stopnia ćwika, którzy wiekiem i doświadczeniem osiągnęli poziom tego stopnia.